# Comuna Kameanka, Seredîna-Buda
Kameanka (în ucraineană Кам'янка) este o comună în raionul Seredîna-Buda, regiunea Sumî, Ucraina, formată din satele Kameanka (reședința) și Lujkî.

## Demografie
Componența lingvistică a comunei Kameanka
     Rusă (68,58%)
     Ucraineană (31,42%)
Conform recensământului din 2001, majoritatea populației comunei Kameanka era vorbitoare de rusă (68,58%), existând în minoritate și vorbitori de ucraineană (31,42%).